# اوزی آنتونیو کستری
اوزی آنتونیو کستری (انگلیسی: José Antonio Castro؛ زادهٔ ۱۱ اوت ۱۹۸۰) یک بازیکن فوتبال اهل مکزیک است.
وی همچنین در تیم ملی فوتبال مکزیک بازی کرده‌است.